# 安恩真 (1997年)
安恩真（1997年8月31日—），藝名為恩真，韓國女歌手，2015年以韓國女子團體DIA成員身分出道，隊內擔任主領舞、副Rapper、副唱。2018年5月7日宣布因健康問題退團。

## 演藝簡歷

### 出道前
曾在LOEN娛樂作為練習生。

### 2015年
9月14日以MBK娛樂旗下女子團體DIA出道，發行首張專輯《Do It Amazing》，在DIA中負責主領舞、副Rapper、副唱。

### 2016年
2016年10月，加入JTBC《嘻哈民族2》節目錄製。
12月24日、25日在首爾舉辦《第一次奇蹟》演唱會中，和Jenny、恩彩組成B分隊L.U.B，演唱自創曲〈13월 32일〉(13月32日)。演唱會結束後，12月31日正式發布數位音源。

### 2018年
5月7日，於官方Fan Cafe公開手寫信，因舞台恐慌症而退出團體，未來將做為平凡的20代過生活。

## 綜藝節目
- 僅列出恩真個人參與的綜藝節目，團體請參見DIA綜藝節目。

| 播出日期       | 電視台  | 節目名稱              |
| 2016年2月9日   | Arirang | 《After School Club》 |
| 2016年10月25日 | JTBC    | 《嘻哈民族2》         |
| 2016年11月29日 | JTBC    | 《嘻哈民族2》         |